# دليلة مهيرة
دليلة مهيرة هي عداءة جزائرية متقاعدة حققت نجاحًا على المستوى القاري.
في بطولة المغرب العربي لألعاب القوى 1981 فازت بالميدالية الفضية في سباق 1500 متر والميدالية الذهبية في سباق 3000 متر؛ وفعلت الشيء نفسه في بطولة 1983. في دورة 1986 فازت بالميدالية الفضية في كلا السباقين، وفي بطولة 1990 فازت بالميدالية الفضية في سباق 10000 متر. فازت لاحقًا بـنصف الماراثون في دورة الألعاب العربية 1997.
أصبحت بطلة الجزائر عدة مرات في مسافات تتراوح بين 800 متر والماراثون؛ نتائج البطولة غير مكتملة. في بطولة العالم للعدو الريفي شاركت في بطولة 1982 وبطولة 1983. كان أفضل مركز لها هو المركز 77 في عام 1982.